# Liste von ZDFinfo-Sendungen

Logo des Senders ZDFinfo

Die Liste von ZDFinfo-Sendungen ist eine bisher unvollständige Zusammenstellung von derzeit ausgestrahlten und ehemaligen Formaten des ZDF-Digitalsenders ZDFinfo.

## Derzeit ausgestrahlte Sendungen
| - auslandsjournal (seit 2011) - Berlin direkt (seit 2011) - Terra X History (seit 2011) - 37 Grad (seit 2011) - Frontal (2001) (seit 2011) - heute-show (seit 2011) - WISO (seit 2011) - hallo deutschland (seit 2011) - maybrit illner (seit 2011) - Länderspiegel (seit 2011) - Leute heute (seit 2011) - planet e. (seit 2011) - Album – Bilder eines Jahres (seit 2011) - Terra X (seit 2011) - ZDF.reportage (seit 2011) - ZDFzeit (seit 2011) - Was nun, …? (seit 2011) - ZDFzoom (seit 2012) - ZDF Royal (seit 2012) - Terra Xpress (seit 2012) - Der satirische Jahresrückblick im ZDF (seit 2012) - heute Xpress (seit 2015) | - WISO plus (seit 2011) - Ulrich protestiert (seit 2011) - Forum am Freitag (seit 2011) - Berlin PolitiX (seit 2012) - Ab auf die Insel (seit 2012) - Richtig fett abnehmen (seit 2012) - Missing Link (seit 2012) - Life & Style (seit 2012) - SportXtreme (seit 2012) - Fatihland (seit 2012) - europa plus (seit 2012) |

Zu besonderen Ereignissen werden spezielle Sondersendungen gezeigt. Beispielsweise wurde anlässlich der Revolution in Ägypten 2011 das Live-Programm des Fernsehsenders al-Arabiya mit deutschem Kommentar ausgestrahlt. Auch zum schweren Erdbeben in Japan 2011 gab es solche Sondersendungen unter dem Titel ZDF info spezial, bei denen das Live-Programm des japanischen Auslandssenders NHK World TV sowie des japanischen Senders NHK übersetzt und kommentiert wurde.
Ab 23:45 Uhr folgt montags bis freitags die Wiederholung des heute-journals.

### Dokumentationen (Auswahl)
ZDFinfo wiederholt regelmäßig verschiedene Dokumentationen, die meistens bereits im ZDF-Hauptprogramm zu sehen waren. Alle hier angeführten Produktionen bestehen aus mindestens drei Teilen. Angegeben ist das Produktionsjahr.
| - Russlands Küsten – Russlands Sehnsucht (2003) - Ursprung der Technik (2003–2009, Produktion des HISTORY-Channel Großbritannien) - Sternflüstern: Das Sibirien-Abenteuer (2003–2004) - Traumfischer: Das Südsee-Abenteuer (2004) - Sagenhafte Völker (2004) - Legendäre Zugreisen (2004–2006) - Sibiriens Schicksalsstrom (2005) - Der Sturm (2005) - Krieg der Spione (2005, Discovery Channel Russland) - Sternstunden (2006) - Versunkene Metropolen (2006, Produktion der BBC) - Die Rückkehr der Plagen (2007) - Hitlers nützliche Idole (2007) | - Troja ist überall (2007) - Retter der Wildnis (2008) - Leben auf dem Fluss (2008) - Die Deutschen (2008 und 2010) - So isst die Welt (2009) - Naturparadiese Afrikas (2010) - Mysterien der Menschheit (2010, Produktion des National Geographic Channel USA) - Reiseführer durch die Galaxie (2010, Produktion des National Geographic Channel USA) - Der Pazifische Feuerring (2011) - Weltenbrand (2011) - Vietnam – Krieg ohne Fronten (2011) - Total von der Rolle (2012) - Das Jahrhundert der Kinder (2012) - Vermessung der Welt (2012, Produktion der BBC) - The True Story of Punk (2019, Produktion von Epix) |

## Ehemalige Sendungen
| - Reich und obdachlos (2011) - ZDF.reporter (2011) - ML Mona Lisa (seit 2011–2017) | - Stephanies Wohnwunder (2011) - info direkt (2011) - Anfänger im Einsatz (2011) - schick & schön (2011–2012) - my info (2011–2012) - log in (2011–2014) - heute plus (2011–2015) - heute 100 sec (2011–2015) - Elektrischer Reporter (2011–2016) |